# Temporada 1991-92 de los Sacramento Kings
La temporada 1991-92 fue la séptima de los Kings en la NBA en su ubicación en Sacramento, California, y la cuadragésimo cuarta en la liga, tras jugar las últimas trece en Kansas City. La temporada regular acabó con 29 victorias y 53 derrotas, ocupando el décimo puesto de la Conferencia Oeste, no logrando clasificarse para los playoffs.

## Elecciones en elDraft
| Ronda | Puesto | Jugador       | Posición  | Nacionalidad   | Universidad      |
| ----- | ------ | ------------- | --------- | -------------- | ---------------- |
| 1     | 3      | Billy Owens   | Alero     | Estados Unidos | Syracuse         |
| 1     | 27     | Pete Chilcutt | Ala-Pívot | Estados Unidos | North Carolina   |
| 2     | 31     | Randy Brown   | Base      | Estados Unidos | New Mexico State |
| 2     | 42     | Steve Hood    | Alero     | Estados Unidos | James Madison    |

## Temporada regular
| División Pacífico        | División Pacífico | División Pacífico | División Pacífico | División Pacífico | División Pacífico | División Pacífico | División Pacífico | División Pacífico |
| Equipo                   | G                 | P                 | %                 | PD                | Casa              | Fuera             | Div               |                   |
| ------------------------ | ----------------- | ----------------- | ----------------- | ----------------- | ----------------- | ----------------- | ----------------- | ----------------- |
| y-Portland Trail Blazers | 57                | 25                | .695              | —                 | 33–8              | 24–17             | 21–9              |                   |
| x-Golden State Warriors  | 55                | 27                | .671              | 2                 | 31–10             | 24–17             | 19–11             |                   |
| x-Phoenix Suns           | 53                | 29                | .646              | 4                 | 36–5              | 17–24             | 17–13             |                   |
| x-Seattle SuperSonics    | 47                | 35                | .573              | 10                | 28–13             | 19–22             | 16–14             |                   |
| x-Los Angeles Clippers   | 45                | 37                | .549              | 12                | 29–12             | 16–25             | 13–17             |                   |
| x-Los Angeles Lakers     | 43                | 39                | .524              | 14                | 24–17             | 19–22             | 13–17             |                   |
| Sacramento Kings         | 29                | 53                | .354              | 28                | 21–20             | 8–33              | 6–24              |                   |

## Estadísticas
| Rk | Jugador           | Edad | P  | PT | MP   | TC  | TCI  | %TC   | T3  | T3I | %T3   | TL  | TLI | %TL  | RO  | RD  | RT  | AS  | RB  | TAP | BP  | FP  | PTS  |
| -- | ----------------- | ---- | -- | -- | ---- | --- | ---- | ----- | --- | --- | ----- | --- | --- | ---- | --- | --- | --- | --- | --- | --- | --- | --- | ---- |
| 1  | Mitch Richmond    | 26   | 80 | 80 | 38.7 | 8.6 | 18.3 | .468  | 1.3 | 3.4 | .384  | 4.1 | 5.1 | .813 | 0.8 | 3.2 | 4.0 | 5.1 | 1.2 | 0.4 | 3.1 | 2.9 | 22.5 |
| 2  | Lionel Simmons    | 23   | 78 | 78 | 37.1 | 6.8 | 14.9 | .454  | 0.0 | 0.1 | .200  | 3.6 | 4.7 | .770 | 1.9 | 6.2 | 8.1 | 4.3 | 1.7 | 1.7 | 2.8 | 2.6 | 17.1 |
| 3  | Spud Webb         | 28   | 77 | 77 | 35.4 | 5.8 | 13.1 | .445  | 0.9 | 2.6 | .367  | 3.4 | 4.0 | .859 | 0.4 | 2.5 | 2.9 | 7.1 | 1.6 | 0.3 | 3.0 | 2.5 | 16.0 |
| 4  | Wayman Tisdale    | 27   | 72 | 71 | 35.0 | 7.3 | 14.5 | .500  | 0.0 | 0.0 | .000  | 2.1 | 2.8 | .763 | 1.9 | 4.6 | 6.5 | 1.5 | 0.8 | 1.1 | 1.7 | 3.4 | 16.6 |
| 5  | Carl Thomas       | 22   | 1  | 0  | 31.0 | 5.0 | 12.0 | .417  | 1.0 | 2.0 | .500  | 1.0 | 2.0 | .500 | 0.0 | 0.0 | 0.0 | 1.0 | 1.0 | 0.0 | 1.0 | 3.0 | 12.0 |
| 6  | Anthony Bonner    | 23   | 79 | 18 | 28.9 | 3.7 | 8.3  | .447  | 0.0 | 0.1 | .250  | 1.9 | 3.1 | .627 | 2.4 | 3.7 | 6.1 | 1.6 | 1.2 | 0.3 | 1.7 | 2.5 | 9.4  |
| 7  | Duane Causwell    | 23   | 80 | 77 | 28.6 | 3.1 | 5.7  | .549  | 0.0 | 0.0 | .000  | 1.7 | 2.8 | .613 | 2.5 | 4.8 | 7.3 | 0.7 | 0.6 | 2.7 | 1.6 | 3.5 | 8.0  |
| 8  | Bob Hansen        | 31   | 2  | 2  | 20.0 | 2.0 | 4.5  | .444  | 0.0 | 1.0 | .000  | 0.0 | 0.0 |      | 1.0 | 1.0 | 2.0 | 0.5 | 0.5 | 0.0 | 0.0 | 3.0 | 4.0  |
| 9  | Dennis Hopson     | 26   | 69 | 0  | 18.9 | 4.0 | 8.6  | .465  | 0.2 | 0.7 | .255  | 2.6 | 3.7 | .708 | 1.5 | 1.5 | 3.0 | 1.5 | 1.0 | 0.6 | 1.4 | 1.6 | 10.7 |
| 10 | Dwayne Schintzius | 23   | 33 | 0  | 12.1 | 1.5 | 3.5  | .427  | 0.0 | 0.1 | .000  | 0.3 | 0.4 | .833 | 1.3 | 2.3 | 3.6 | 0.6 | 0.2 | 0.8 | 0.6 | 2.0 | 3.3  |
| 11 | Pete Chilcutt     | 23   | 69 | 2  | 11.8 | 1.6 | 3.6  | .452  | 0.0 | 0.0 | 1.000 | 0.3 | 0.4 | .821 | 1.1 | 1.6 | 2.7 | 0.6 | 0.5 | 0.2 | 0.6 | 1.0 | 3.6  |
| 12 | Jim Les           | 28   | 62 | 5  | 11.5 | 1.2 | 3.1  | .385  | 0.7 | 2.1 | .344  | 0.6 | 0.8 | .809 | 0.2 | 0.8 | 1.0 | 2.3 | 0.5 | 0.0 | 0.7 | 0.9 | 3.7  |
| 13 | Randy Brown       | 23   | 56 | 0  | 9.6  | 1.4 | 3.0  | .456  | 0.0 | 0.1 | .000  | 0.7 | 1.0 | .655 | 0.5 | 0.8 | 1.2 | 1.1 | 0.6 | 0.2 | 0.8 | 1.2 | 3.4  |
| 14 | Stephen Thompson  | 23   | 18 | 0  | 4.2  | 0.7 | 1.9  | .382  | 0.0 | 0.1 | .000  | 0.2 | 0.4 | .375 | 0.6 | 0.4 | 1.0 | 0.4 | 0.3 | 0.2 | 0.2 | 0.4 | 1.6  |
| 15 | Steve Scheffler   | 24   | 4  | 0  | 3.8  | 0.5 | 0.5  | 1.000 | 0.0 | 0.0 |       | 1.3 | 1.5 | .833 | 0.5 | 0.3 | 0.8 | 0.0 | 0.0 | 0.3 | 0.0 | 0.5 | 2.3  |
| 16 | Les Jepsen        | 24   | 31 | 0  | 2.8  | 0.3 | 0.8  | .375  | 0.0 | 0.0 | .000  | 0.2 | 0.4 | .636 | 0.4 | 0.6 | 1.0 | 0.0 | 0.0 | 0.2 | 0.1 | 0.5 | 0.8  |